# Prebukovje
Prebukovje – wieś w Chorwacji, w żupanii varażdińskiej, w gminie Bednja. W 2011 roku liczyła 97 mieszkańców.